# 山本利三郎
山本 利三郎（やまもと りさぶろう、1899年4月25日 - 1982年5月30日）は、日本の鉄道技術者。
東京急行電鉄（大東急）から分離した後の小田急電鉄に取締役運輸担当として就任し、同社3000形電車（SE車）の開発に尽力した。また、その後の小田急電鉄の車両における思想に影響を残した。

## 経歴
大阪府大阪市南区（現在の天王寺区）上汐に生まれる。旧制第四高等学校を経て、1924年3月に九州帝国大学工学部電気工学科を卒業し、鉄道省に入省。
鉄道省では電気局に配属となり、1931年までに品川電車庫、田町機関庫、東京機関庫、蒲田電車庫、国府津機関庫などの現業機関を経験する。田町機関庫では導入されたばかりのイギリス製電気機関車に故障が多く苦労したという。この間、1924年12月から1年間は志願兵として広島電信第二連隊に入隊していた。1931年7月に東京鉄道局運転課へ転勤。東京鉄道局電車掛長時代の1935年には「関節式新電車ニ就イテ」と題した、東京駅と沼津駅の間に流線形で連接構造の軽量高速電車を走らせるという内容の業務研究資料を発表している。1935年10月には大阪鉄道局福知山運輸事務所長として赴任したが、この時にも「電気列車運転に関する調査」と題した論文を発表している。その後、東京鉄道局仙台運輸事務所長として転任したが、1937年5月から約1年半の間は陸軍省中支派遣軍指令部員として上海に駐屯した。任期が終わって鉄道省に復帰した後は、広島鉄道局広島運輸事務所長に着任。そのあと各地を転々とした後、1945年6月に新潟鉄道教習所長の職を最後に退官した。
同年11月に東京急行電鉄に入社し電車部長に着任。この時期に萬世書房より『電気運転の話』と題する書籍を出している。1948年6月1日の大東急分割に伴い、分離発足した小田急電鉄（小田急）に取締役運輸担当兼運輸課長として就任し、1950年には取締役運輸部長に就任。
小田急では「新宿と小田原を60分で結ぶ」ことを目標に、スピードアップに取り組んだ。1951年2月5日から13日にかけては同社小田原線小田急相模原駅から相武台前駅までの区間で行なわれた直角カルダン駆動方式の試験に携わった。この時期の小田急では、これ以外にも新しい技術の導入や試験が積極的に行なわれていたが、これは山本の存在も大きかったとも考えられている。
1954年以降は3000形SE車の開発が開始され、同年から考査局長にも併任していた山本は先頭に立ってこの計画を推進した。社内からの反発によってSE車の開発が一時棚上げになったときの落胆振りは、端から見るのも辛いほどであったという。また、SE車が狭軌世界最高速度記録を達成した時に国鉄副技師長だった石原米彦によれば、沼津駅到着後に車両を点検する山本の様子は「子供が入学試験に通った時のような顔をしていた」という。星晃は「SE車は山本あってこその傑作」としている。
1959年には技師長も兼務し、1960年代に数次にわたって行なわれた車体傾斜制御や操舵台車の試験に携わった。
1965年3月に取締役を退任、顧問となる。その後もスピードアップに関する論文を日本交通協会の機関誌「汎交通」などに投稿しており、「汎交通」1982年7月号に掲載された「走行抵抗を減らす列車の関節方式を勧める」という小論文が絶筆となった。同論文の中では、同年末に国鉄線上で7000形LSE車を使用した走行試験が行なわれることにふれて「結果を期待したい」と結んでいたが、その結果を見ることなく同年5月30日に死去。

## 人物

### 思想
連接車に対するこだわりは強かった。山本が連接車の存在を知ったのはまだ学生の時で、スペインのタルゴを知ってからは「あれを電車でやれないか」と考えていたという。小田急発足後、当時まだ新入社員であった生方良雄に「連接車が走っているのはどこか」と質問し、生方が「京阪60型と西鉄500形、高速電車なら西鉄」と即答すると、すぐに「西鉄に見に行こう、軌道より車両だ」と言い、数日後には実際に西鉄を訪れて500形の視察を行なっている。この時点で「その後SE車となる車両を連接車とする」ことを決めていたと考えられている。SE車の世界記録樹立後、友人であった国鉄技師長の島秀雄のところに訪れては「国鉄でも連接車を作ってはどうか」と盛んに勧めていたという。また、1977年に行なわれた座談会の中では、石原に対して「今の新幹線をモデルチェンジして連接車を」と発言している。その後、連接車は小田急の特急車両の大きな特徴の1つとなっている。
固定編成の考え方については「単に営業運転中に編成組成を解除しないだけではなく、製造されてから廃車まであたかも1つの車両のごとく扱われるもの」という考えがあった。このため、戦後の小田急では、検査周期が異なる車両が組成されていても編成単位での検査を行なうようにしており、その後も同様の考えが引き継がれている。
「『丈夫に長く使える車両』と考えると鉄道車両の進歩は遅れる」と考えており、特にSE車は「特急車両はすぐに陳腐化する」という理由も加わり、耐用年数はわずか10年とした。ただし、SE車は実際には30年以上も運用された。

### その他
政治的駆け引きを嫌う性格で、かつ社交的に振舞う酒宴は苦手であった。メーカーの幹部との歓談の場で試運転時のデータの疑問点を質問し、延々と議論していたという。また、「年功序列では仕事が出来ない」とも考えており、前述の西鉄への視察に新入社員だった生方良雄を同行させ、二等車用の国鉄乗車証を所持しているにもかかわらず生方と一緒に三等車を利用したのもその例である。西鉄福岡駅での視察では、説明を聞いている途中でいきなりホームから線路に飛び降りて電車の床下にもぐりこみ、西鉄の関係者を慌てさせている。
若い頃はスキーや登山に親しんでいた。曲線通過速度の向上については、スキーの経験からの着想であったと回想している。
絵画の趣味もあり、連絡急行「あさぎり」で御殿場駅に到着した後、ホーム末端の草むらの中に座り込み、留置線に停車中のSE車のスケッチをしていたとも伝えられている。また、SE車の補助警報音に関わったことをきっかけとして音楽にも興味を持ち始め、作詞作曲を行うようになり、箱根ロープウェイの社歌も作成した。

## 評価
鉄道省時代の山本を知る星晃は「非常に頭のいい人だったが、語る理屈が難しく、一言でいえば変わった人」「凡人ではあの人（山本）のいうことは分からない」と評している。
小田急在籍当時に部下だった生方良雄は「各部署の考え方をまとめていく手腕は抜群だった」と述べている。